# Jang Yun-ho
Jang Yun-ho (nome original em coreano:  장 윤호; nascido em 4 de março de 1961) é um ex-ciclista olímpico sul-coreano. Yun-ho representou sua nação nos Jogos Olímpicos de Verão de 1984, em Los Angeles.